# Гусев, Юрий Евгеньевич
Ю́рий Евге́ньевич Гу́сев (25 февраля 1936, Москва — 19 января 1991, Ташкент) — советский актёр.

## Биография
Родился 25 февраля 1936 года в Москве в семье военного. По окончании восьмилетки в 1951 году он поступил в Московский электромеханический техникум Министерства судостроительной промышленности. Во время учёбы участвовал в художественной самодеятельности техникума. В 1955 году закончил его и начал работать техником во Всесоюзном НИИ радиотехники и электроники.
В октябре 1955 года Юрий был призван в ряды Советской Армии, где служил до ноября 1958 года. Затем, после увольнения в запас, Гусев работал старшим техником во Всесоюзном институте радиотехники и электроники АН СССР, техником-оператором в ВНИИ геофизики, инженером на заводе «Нефтеприбор», механиком в Институте педиатрии.
В 1961 году Юрий Евгеньевич поступил на вечернее отделение актёрского факультета Театрального училища имени Щепкина, одновременно работая начальником радиотехнической лаборатории Института ревматизма АМН СССР.
По окончании училища в 1966 году Юрий Гусев был распределён в труппу Театра имени Моссовета, где отработал три сезона. К тому моменту Гусев уже много снимался, был постоянно востребован, поэтому он предпочёл театру кино, снявшись почти в ста картинах. Актёр воплощал на экране в основном сильных и мужественных персонажей, чаще всего отрицательных. Позднее, с возрастом перешёл на роли военных и крупных чиновников. Актёру был свойственен тонкий психологический рисунок, раскрытие образа изнутри, нервозность в изображении характеров. Среди лучших работ: Андрей Батурин («Развязка»), Макар Любавин («Конец Любавиных»), Пётр Зубов («Вечный зов»), Фёдор Ольшевец («Пропавшая экспедиция»), Степан Соколов («Огненные дороги»), Тиходонский («Добряки»), Гуладзе («Сыщик»), Владимир Лосев («Долгая дорога в дюнах»), Лобов («Тайна записной книжки»), Дёмин («Вариант „Зомби“») и другие.
В 1968 году супругой Юрия Гусева стала актриса Центрального детского театра Марина Кузнецова. У Марины и Юрия были схожие биографии. Она тоже не сразу пришла в актерскую профессию. Сначала окончила Московский энергетический институт, работала радиоинженером, но в 1961 году поступила на вечернее отделение актерского факультета Театрального училища им. М. С.Щепкина. В начале 1970-х Марина Кузнецова стала диктором Всесоюзного радио. В течение более чем четверти века Марина Александровна была одним из главных радиоголосов СССР и России.
В 1969 году у Марины Кузнецовой и Юрия Гусева родилась дочь, которую назвали Татьяной. В 1991 году Татьяна Кузнецова окончила Театральное училище имени Щукина и многие годы служила в Российском академическом Молодежном театре. С 2015 года она играет израильском Театре Комедии — Comedy Israel.
В 1978 году Юрий Гусев вошёл в штат киностудии «Мосфильм» и Театра-студии киноактёра, где проработал до конца жизни.
В 1991 году, находясь в Ташкенте на съёмках очередного фильма, упал и получил перелом основания черепа, в результате чего скончался.
Похоронен на Хованском кладбище.

## Фильмография
- 1967 — Поиск — Толяш
- 1969 — Развязка — Андрей Николаевич Батурин, сотрудник КГБ
- 1971 — Конец Любавиных — Макар Любавин
- 1972 — Любить человека — Павлик
- 1973 — Высокое звание (фильм 1. «Я, Шаповалов Т. П.») — казак-семёновец
- 1973 — Вечный зов — Пётр Зубов
- 1974 — Пусть он остаётся с нами  — эпизод
- 1974 — Скворец и Лира — пьяный лейтенант
- 1974 — Стоянка — три часа — Ёрш
- 1974 — Разлом
- 1974 — Дорогой мальчик —  ведущий теленовостей (озвучивает Владимир Ферапонтов)
- 1974 — Хождение по мукам — Бройницкий
- 1975 — Победитель — Миша
- 1975 — Пропавшая экспедиция — Фёдор
- 1976 — «SOS» над тайгой — Большаков
- 1976 — Два капитана — Ледков
- 1976 — Жизнь и смерть Фердинанда Люса
- 1976 — Золотая речка
- 1976 — Огненный мост — Голоушев
- 1977 — Ночь над Чили
- 1977 — Отклонение — ноль — авиамеханик
- 1977 — Свидетельство о бедности — рабочий часового завода
- 1977 — Счёт человеческий
- 1978 — Лекарство против страха — Борис Чебаков
- 1978 — Огненные дороги — Степан Соколов
- 1979 — Добряки — Тиходонский, друг детства Гордея
- 1979 — Карл Маркс. Молодые годы — Вольф
- 1979 — Сыщик — капитан милиции Гуладзе, оперативник УР областного ГУВД
- 1979 — Экипаж — участник совещания по спасению самолёта
- 1980 — Белый ворон — Денис
- 1980 — Гражданин Лёшка — канадский лесоруб
- 1980 — Дом на Лесной — Леонид Борисович Красин
- 1980 — Звёздный инспектор — Глеб Скляревский
- 1980 — Кодовое название «Южный гром» — Карпов
- 1980 — Корпус генерала Шубникова — капитан Наумов
- 1980 — Крупный разговор — секретарь райкома
- 1980 — Особо важное задание — подполковник
- 1980 — Что там за поворотом? — Владимир Сергеевич
- 1980 — Долгая дорога в дюнах — Лосев
- 1981 — От зимы до зимы — Водников
- 1981 — Родня — военный, пассажир поезда
- 1981 — Тайна записной книжки — Лобов
- 1981 — Третье измерение — Мохов
- 1982 — Возвращение резидента — Серж Картель
- 1982 — Год активного солнца
- 1982 — Колокол священной кузни
- 1982 — Предисловие к битве — Антипов
- 1982 — Улыбки 
Нечипоровки — Юрко
- 1983 — Букет фиалок — советский офицер
- 1983 — Впереди океан — Сергей Петрович Нефёдов
- 1983 — Летаргия
- 1983 — Мы из джаза — мафиози
- 1983 — Набат — Иван Семёнович
- 1983 — Пароль — «Отель Регина» — Корниенко
- 1983 — Требуются мужчины — Кочнев
- 1983 — Анна Павлова — врач
- 1984 — Загадка Кальмана
- 1984 — Позывные «Вершина»
- 1984 — Репортаж с линии огня
- 1985 — Джура, охотник из Минархара — художник
- 1985 — Битва за Москву — Владимир Евгеньевич Климовских
- 1985 — Вариант «Зомби» — Павел Ефимович Демин
- 1985 — Жил отважный капитан — Марат Желдяков
- 1985 — Завещание
- 1985 — Зимний вечер в Гаграх
- 1985 — Картина — Каменев
- 1985 — Контракт века — Олег Ерофеев
- 1986 — Без срока давности — Вильямс-младший
- 1986 — Дополнительный прибывает на второй путь - Карунас, мошенник
- 1986 — Досье человека в «Мерседесе» — Михаил Васильевич
- 1986 — Затянувшийся экзамен — секретарь райкома
- 1986 — Перехват — генерал-лейтенант
- 1986 — Путь к себе — Леонид Александрович
- 1986 — Размах крыльев — пассажир автомобиля
- 1987 — Мирное время Романа Шмакова
- 1987 — Наездники
- 1987 — Николай Подвойский
- 1987 — Пять писем прощания
- 1988 — Передай дальше… — Константин Константинович Белодед
- 1988 — Щенок — редактор газеты
- 1989 — Коррупция
- 1989 — Криминальный квартет — директор обувной фабрики
- 1989 — Светик — Игорь Михайлович
- 1990 — Взбесившийся автобус — генерал-майор
- 1990 — Система «Ниппель» — Цыпкин
- 1990 — Фанат-2 — Николай Иванович
- 1991 — Ау! Ограбление поезда
- 1991 — Глухомань — Звягинцев